# Mezzo litro di rosso per il conte Dracula
Mezzo litro di rosso per il conte Dracula è un film horror-commedia del 1971 diretto da Freddie Francis.

## Trama
Un'attrice americana si reca in un castello in Transilvania che ha ereditato. Scoprirà che ci vive ancora la bisnonna, la baronessa Catali, la quale è una vampira che sta vampirizzando il villaggio, tra cui i frati del monastero. Durante una festa organizzata al castello tra i vampiri, arriva in elicottero come ospite d'onore il conte Dracula.

## Produzione
Secondo il regista Freddie Francis:
()

## Distribuzione
Il film è uscito nella Germania Ovest il 4 giugno 1971.